# Dušan Kuciak
Dušan Kuciak (Žilina, 21 maggio 1985) è un calciatore slovacco, portiere del Raków Częstochowa.

## Carriera

### Club
Debutta nel calcio professionistico con la maglia dell'OD Trenčín, quindi viene acquistato dallo Žilina dove milita dal 2002 al 2008, salvo una parentesi annuale in prestito al West Ham Utd dove tuttavia non colleziona alcuna presenza. Nel giugno 2008 si trasferisce ai rumeni del Vaslui, quindi nel 2011 passa ai polacchi del Legia Varsavia.

### Nazionale
Ha fatto parte del gruppo dei convocati per il Mondiale 2010 in Sudafrica, il primo per la nazionale mitteleuropea.

## Palmarès

### Club

#### Competizioni nazionali
- Campionato slovacco: 3

Žilina: 2002-2003, 2003-2004, 2006-2007
- Supercoppa di Slovacchia: 3

Žilina: 2003, 2004, 2007
- Coppa di Polonia: 2

Legia Varsavia: 2011-2012
Lechia Danzica: 2018-2019
- Campionato polacco: 1

Legia Varsavia: 2012-2013
- Supercoppa di Polonia: 1

Lechia Danzica: 2019